# (You Drive Me) Crazy
»(You Drive Me) Crazy« je pesem ameriške glasbenice Britney Spears. Pesem so za njen debitantski glasbeni album ...Baby One More Time (1999) napisali in producirali Max Martin, Jörgen Elofsson, Per Magnusson in David Kreuger. Izšla je 23. avgusta 1999 preko založbe Jive Records kot albumov tretji singl. Teen pop pesem govori o ženski, ki nori za svojo simpatijo in v pesmi trdi, da zaradi njegove »ljubezen pokonci ostanem celo noč.«
Verzija pesmi, ki so jo samostojno izdali kot singl, se nekoliko razlikuje od verzije, izdane preko albuma ...Baby One More Time, ki so jo posneli leto prej, marca 1998, na Švedskem. 12. maja 1999 sta Max Martin in Britney Spears odšla v studio Battery v New Yorku in ponovno posnela vokale za remix pesmi, imenovan »remix The Stop!«. Remix so najprej vključili na soundtrack filma Drive Me Crazy, kasneje pa še na njeno prvo kompilacijo, Greatest Hits: My Prerogative.
Videospot za pesem je režiral Nigel Dick in prikazuje Britney Spears kot natakarico v klubu, ki začne plesati in prepevati o fantu, ki jo opazuje in s tem pritegne njeno pozornost. V videospotu sta se pojavila tudi igralca Melissa Joan Hart in Adrien Grenier, in sicer v sklopu promocije filma Drive Me Crazy (1999). S pesmijo »(You Drive Me) Crazy« je Britney Spears nastopila na petih turnejah, vključno s turnejami ...Baby One More Time Tour, Crazy 2k Tour, Dream Within a Dream Tour in The Onyx Hotel Tour.

## Ozadje in sestava
Originalno izdana v tretji četrtini leta 1999 preko debitantskega albuma Britney Spears, ...Baby One More Time, je bila pesem »(You Drive Me) Crazy« kasneje vključena tudi na njeno prvo kompilacijo, Greatest Hits: My Prerogative. »Remix The Stop!« je bil uporabljen na verziji, izdani kot samostojni singl, vključen pa je bil tudi na soundtrack filma Drive Me Crazy (1999). Soundtrack je izšel 28. septembra 1999. Verzija pesmi, ki so jo samostojno izdali kot singl, se nekoliko razlikuje od verzije, izdane preko albuma ...Baby One More Time, ki so jo posneli leto prej, marca 1998, na Švedskem. 12. maja 1999 sta Max Martin in Britney Spears odšla v studio Battery v Manhattnu, New York, kjer sta ponovno posnela vokale za remix pesmi. Pesem so leta 1998 napisali Max Martin, Jörgen Elofsson, Per Magnusson in David Kreuger. Pesem je teen pop in dance-pop zvrsti in govori o zaljubljenosti. Leta 2002 sta izšli še dve različici pesmi drugih izvajalcev; prvo je kot drugi singl iz njihovega albuma Becoming Something Else posnela britanska metal glasbena skupina SugarComa, drugo pa je v jazz različici izdal Richard Cheese, in sicer za svoj album Tuxicity.

## Sprejem

### Promocija
Pesem »(You Drive Me) Crazy« je postala druga uspešnica Britney Spears, ki se je uvrstila med prvih deset pesmi na glasbeni lestvici Billboard Hot 100, kjer je en teden zahvaljujoč veliki promociji prek radijev singl ostal na desetem mestu. Poleg tega je pesem zasedla šesto mesto na lestvici Hot 100 Airplay in tako postala njen tretji najvišje uvrščeni singl na tej lestvici, takoj za singloma »Hold It Against Me« in »Till The World Ends«. Kakorkoli že, singl se ni dobro prodajal, zaradi česar se na lestvico Hot 100 Singles Sales sploh ni uvrstil; to gre pripisati tudi temu, da pesmi niso izdali preko gramofonske plošče, ki so se takrat prodajale bolje, kot zgoščenke. Kot prej izdana singla Britney Spears je tudi pesem »(You Drive Me) Crazy« požela velik uspeh na radijskih postajah in pristala med prvimi desetimi pesmimi na treh lestvicah: Top 40 Tracks, Mainstream Top 40 in Rhythmic Top 40.
Pesem je postala tudi velika mednarodna uspešnica, saj je pristala med prvmi petimi pesmimi na mnogih evropskih glasbenih lestvicah, vključno s francosko, nemško in skandinavskimi glasbenimi lestvicami. Na uradni britanski glasbeni lestvici je singl »(You Drive Me) Crazy« zasedel peto mesto za 257.000 prodanih kopij izvodov v državi, nato pa je prejel srebrno organizacijo s strani organizacije British Phonographic Industry (BPI). Kakorkoli že, singl se je uvrstil samo med prvih dvajset pesmi na glasbenih lestvicah v Kanadi in Avstraliji; kljub temu je za 70.000 prodanih kopij izvodov v Avstraliji s strani organizacije Australian Recording Industry Association prejel platinasto certifikacijo.

### Sprejem kritikov
Bill Lamb s spletne strani About.com je dejal, da je pesem »(You Drive Me) Crazy« osma najboljša pesem Britney Spears, k čemur je dodal: »Drugi singl iz Britneyjinega debitantskega albuma je nekoliko lažje pozabiti, kot prvega. Ko pa to pesem slišiš prvič ali drugič, te že pripravi do tega, da prepevaš refren. To je morda preprosto, a vseeno zelo zabavno.«

## Videospot
Videospot za pesem »(You Drive Me) Crazy« je režiral Nigel Dick, snemali pa so ga 14. in 15. junija 1999 na plaži Redondo v Kaliforniji. Britney Spears je razkrila, da se je zgodbe videospota domislila sama in da je upala, da bo z videospotom »stopila stopničko više.« V videospotu sta se pojavila tudi igralca Melissa Joan Hart in Adrian Grenier, ki sta s tem promovirala film Drive Me Crazy (1999), katerega glasbena tema je bila ta pesem. Nigel Dick je razkril, da Adrian Grenier na začetku ni želel sodelovati pri snemanju videospota. »Velika težava je postala, da Adrian Grenier ni želel zaigrati v videospotu. [...] Zato so mi dali navodila, kako naj ga pokličem in prepričam v to, da se bo pojavil v videospotu. Rekel sem mu: 'Veš, kaj, Adrian, mislim, da bi bilo to dobro za tvojo kariero in Britney je čudovito dekle, z njo je res zabavno delati.' Nazadnje je pristal.«
Videospot se je premierno predvajal v MTV-jevi oddaji Making the Video, 24. avgusta 1999 pa je pristal na četrtem mestu največkrat predvajanih videospotov v oddaji Total Request Live. Videospot na začetku prikazuje Britney Spears kot eno izmed mnogih natakaric v klubu. Natakarice se preoblečejo v obleke za ples. Britney Spears se preobleče v zeleno majico in črne hlače, kakršne je nosila tudi na naslovnici singla, nato pa pričnejo z obsežno plesno sceno. Nato spleza na oder in začne peti; za njo se pojavi svetleč oranžen napis »CRAZY«. Videospot za pesem »(You Drive Me) Crazy« je najdlje predvajani videospot ženske glasbenice v oddaji TRL, kjer je triinsedemdeset dni ostal eden izmed desetih največkrat predvajanih videospotov v oddaji. Alternativna fotomontaža videospota je vključen na DVD, dodatek k drugi kompilaciji Britney Spears, Greatest Hits: My Prerogative (2004). Jennifer Vineyard iz MTV-ja je menila, da »alternativni audio posnetki dajejo občutek, da Britney Spears pesem dobro zapoje samo, ko ji ritem ustreza, sicer pa z vokali nekoliko prehiteva vse druge.« Lik natakarice v videospotu za pesem »(You Drive Me) Crazy« je navdihnil lik natakarice Britney Spears v videospotu za pesem »Womanizer« (2008).

## Seznam verzij
| - Britanski CD 1. »(You Drive Me) Crazy« (remix The Stop!) – 3:16 2. »(You Drive Me) Crazy« (temni remix Spacedust) – 9:15 3. »(You Drive Me) Crazy« (klubski remix Spacedust) – 7:20 4. »(You Drive Me) Crazy« (videospot) - Evropski CD 1. »(You Drive Me) Crazy« (remix The Stop!) – 3:16 2. »(You Drive Me) Crazy« (inštrumentalni remix The Stop!) – 3:16 3. »I'll Never Stop Loving You« (glavna verzija) – 3:41 - Japonski CD 1. »(You Drive Me) Crazy« (remix The Stop!) – 3:17 2. »I'll Never Stop Loving You« (glavna verzija) – 3:41 3. »...Baby One More Time« (pripovedni remix Davidsona Ospine) – 6:30 4. »Sometimes« (remix Soul Solution z bobni) – 4:56 5. »(You Drive Me) Crazy« (inšturmentalni remix The Stop!) – 3:16 6. »Sometimes« (klubski remix Thunderpuss 2000) – 8:02 | - Malezijski/tajvanski/hongkongški CD 1. »(You Drive Me) Crazy« (remix The Stop!) 2. »(You Drive Me) Crazy« (temačni remix Spacedust) 3. »(You Drive Me) Crazy« (klubski remix Spacedust) 4. »Autumn Goodbye« - Korejski CD 1. »(You Drive Me) Crazy« (remix The Stop!) – 3:16 2. »(You Drive Me) Crazy« (klubski remix Spacedust) – 7:20 3. »Sometimes« (Soul Solution — remix z zmernim tempom) – 8:02 4. »...Baby One More Time« (klubski remix Davidsona Ospine) – 5:40 5. »I'll Never Stop Loving You« (glavna verzija) – 3:41 6. »I'm So Curious« – 3:35 - Škatla z dodatki k albumu The Singles Collection 1. »(You Drive Me) Crazy« (remix The Stop!) – 3:16 2. »I'll Never Stop Loving You« (glavna verzija) – 3:41 |

## Dosežki in certifikacije

### Tedenske lestvice
| Lestvica (2000)                                   | Dosežek |
| ------------------------------------------------- | ------- |
| Avstralija (ARIA)                                 | 12      |
| Avstrija (Ö3 Austria Top 75)                      | 10      |
| Belgija (Flandrija; Ultratop 50)                  | 3       |
| Belgija (Valonija; Ultratop 40)                   | 1       |
| Kanada (Nielsen SoundScan)                        | 13      |
| Glasbena lestvica kanadske revije RPM             | 3       |
| Evropa (European Hot 100 Singles)                 | 2       |
| Finska (Suomen virallinen lista)                  | 3       |
| Francija (SNEP)                                   | 2       |
| Nemčija (Media Control AG)                        | 4       |
| Irska (IRMA)                                      | 3       |
| Italija (FIMI)                                    | 9       |
| Nizozemska (Dutch Top 40)                         | 2       |
| Nova Zelandija (RIANZ)                            | 5       |
| Norveška (VG-lista)                               | 2       |
| Švedska (Sverigetopplistan)                       | 2       |
| Švica (Media Control AG)                          | 4       |
| Združeno kraljestvo (The Official Charts Company) | 5       |
| Združene države Amerike (Billboard Hot 100)       | 10      |

|

### Lestvice ob koncu leta
| Lestvica (1999) | Dosežek |
| --------------- | ------- |
| Kanada          | 44      |
| Francija        | 46      |
| Lestvica (2000) | Dosežek |
| Avstralija      | 41      |
| Francija        | 63      |
| Nemčija         | 37      |
| Nova Zelandija  | 35      |
| Švedska         | 20      |
| Švica           | 36      |

### Certifikacije
| Država           | Certifikacija |
| ---------------- | ------------- |
| Avstralija       | Platinasta    |
| Francija         | Zlata         |
| Nemčija          | Zlata         |
| Nova Zelandija   | Zlata         |
| Švedska          | Platinasta    |
| Velika Britanija | Srebrna       |

|}

## Nagrade in nominacije
| Leto | Nagrada                        | Kategorija                 | Osvojila? |
| ---- | ------------------------------ | -------------------------- | --------- |
| 1999 | Golden Music Awards            | Najboljši plesni posnetek  | Da        |
| 2000 | MTV Video Music Awards         | Najboljši plesni videospot | Ne        |
| 2000 | Nickelodeon Kids Choice Awards | Najljubša pesem            | Ne        |

## Ostali ustvarjalci
| - Napisali Jörgen Elofsson, Per Magnusson, David Kreuger in Max Martin. - Produkcija in remix: Max Martin in Rami Yacoub za podjetje Cheiron Productions. - Posneto v studiu Cheiron, Stockholm, Švedska in studiu Battery, New York City. - Pro Tools Engineer at Battery Studios: Stephen George. - Asistent režiserja v studiu Battery: Daniel Boom. - Remix posnet v studiu Cheiron, Stockholm, Švedska. | - Kitara: Esbjörn Öhrwall in Johan Carlberg. - Bas kitara: Thomas Lindberg. - Spremljevalni vokali: Jeanette Söderholm, Max Martin, Rami Yacoub in ZBOR. - ZBOR sestavljajo Chatrin Nyström, Jeanette Stenhammar, Johanna Stenhammar, Charlotte Björkman in Therese Ancker. - Originalno verzijo z albuma so producirali Per Magnusson, David Kreuger in Max Martin za studio Cheiron. - Koreografijo sestavil Darrin Henson |